# 오쓰호촌
오쓰호촌(大津保村)은 이와테현 히가시이와이군에 설치되었던 촌이다. 현재의 이치노세키시에 해당한다.

## 연혁
- 1889년 4월 1일 - 정촌제 시행과 함께 히가시이와이군 오쓰호촌이 성립하였다.
- 1955년 4월 1일 - 후지사와정, 기노미촌 및 야사와촌 일부를 합병해 새로운 후지사와정이 되었다 또한 후지사와정의 일부는 오리카베촌, 야고시촌과 합병해 무로네촌이 일부가 되었다.

## 참고서적
- 『이와테현 정촌 합병지』(이와테현 총무부 지방과, 1957년)